# Roomkleurige oliecelkorst
De roomkleurige oliecelkorst (Gloeocystidiellum porosum) is een schimmel die behoort tot de familie Stereaceae. Hij leeft saprotroof  op loofhout in vochtige of kruidenrijke bossen.

## Kenmerken
De sporen zijn amyloïde en geornamenteerd. De sporenornamentatie is vaak moeilijk en alleen in Melzers reagens te zien. 

## Verspreiding
De roomkleurige oliecelkorst komt in Nederland vrij algemeen voor. Hij staat niet op de rode lijst en is niet bedreigd.